# Авъл Егрилий Плариан
Авъл Егрилий Плариан (на латински: Aulus Egrilius Plarianus) e политик и сенатор на Римската империя през 2 век.
Той е син на военен трибун Авъл Егрилий Руф.
През 128 г. Плариан е суфектконсул заедно с Квинт Планий Сард Луций Варий Амбибул. Неговият по-малък брат Марк Ацилий Приск Егрилий Плариан e префект (praefectus aerarii Saturni) през 126 г. и е осиновен чрез завещание от Марк Ацилий Приск.